# Lotnisko Zemun Polje
Lotnisko Zemun Polje (IATA: ZPB, ICAO: LYZP) – lotnisko położone w dzielnicy Belgradu, Zemunie (Serbia). Używane jest do celów sportowych.